# Chandapur, Ranibennur
Chandapur là một làng thuộc tehsil Ranibennur, huyện Haveri, bang Karnataka, Ấn Độ.